# Соуза, Жерониму де
Жеро́ниму Карва́лью де Со́уза (порт. Jerónimo Carvalho de Sousa; род. 13 апреля 1947, Pirescoxe, Santa Iria de Azoia, São João da Talha e Bobadela) — португальский политик, Генеральный секретарь Португальской коммунистической партии (с ноября 2004 г. по ноябрь 2022 г.).

## Биография
Сын рабочего. С 14 лет работал на сталелитейном заводе близ Лиссабона.
С ранней юности участвовал в коммунистическом движении. Был связан с подпольной организацией в пригороде Лиссабона, где он, будучи одним из немногих грамотных и умеющих читать, проводил собрания на которых занимался чтением и обсуждением нелегальной коммунистической газеты Avante!.
В 1969—1971 годы — участник колониальной войны с национально-освободительными движениями в португальских колониях Африки, в том числе, в Гвинее-Бисау, где он воевал против отрядов Африканской партии независимости Гвинеи и Кабо-Верде (порт. Partido Africano da Independência da Guiné e Cabo Verde).
После возвращения на родину и смены режима Антониу Салазара, в 1973 году принял участие в федеральных выборах руководства Лиссабонского союза металлургов и был избран председателем столичного профсоюза металлургов.
С 1974 по 1995 год был также представителем в Совете управляющих металлургической отрасли.
После Революции гвоздик (1974) вступил в Португальскую коммунистическую партию, от которой в 1975 г. был избран депутатом Ассамблеи (парламента) Республики Португалии. С тех пор продолжает оставаться депутатом Ассамблеи (с перерывом в 1993—2002).
В 1979 г. избран в состав ЦК ПКП, а в 1992 стал членом Политбюро компартии.
На XVII съезде ПКП в ноябре 2004 года избран Генеральным секретарём, заменив на этом посту Карлуша Карвальяша.
Убеждённый коммунист. В речи, подготовленной в связи с празднованиями столетия Октябрьской революции 1917 года в России пишет: 

«Вокруг Октябрьской революции развелось множество всякого рода мистификаций, её обвиняют в искажениях, ошибках и отклонениях, которые в определённых исторических условиях породили „модель“, оказавшуюся какое-то время устойчивой и, как мы уже говорили, вступившую в противоречие с коммунистическим проектом в том, что касается его главных идеалов и целей».
«Ввиду актуальности социализма и его необходимости для решения проблем по всему миру требуется принимать во внимание широкий спектр решений, этапов и фаз революционной борьбы, иными словами, не существует „моделей“ революций или „моделей“ социализма — и эту точку зрения всегда отстаивала ПКП — но общие закономерности социалистического строительства: власть в руках рабочих, обобществление основных средств производства, планирование и, самое главное, в качестве решающего элемента построение государства, которое поощряет и обеспечивает активное творческое участие масс в строительстве нового общества».
В 1996 и 2006 гг. участвовал в президентских выборах в Португалии. На первых из них снял свою кандидатуру в пользу Жорже Сампайю. На последних выборах получил 466 428 голосов (8,59 %, четвёртый результат) .
В начале ноября 2022 года было объявлено об уходе Жерониму де Соузы с поста Генерального секретаря Компартии Португалии, который он занимал на протяжении 18 лет. В официальном сообщении ПКП отмечалось, что это решение было принято им самостоятельно после «оценки состояния своего здоровья и требований, соответствующих возложенным на него обязанностям» . Вместе с тем, в прессе высказывались предположения, что отставка Соузы с поста генсека ПКП не может не быть связана как с поражением партии на парламентских выборах 30 января (блок, в который она входила потерял 6 мест в Ассамблее Республики из 12), так и позицией коммунистов в российско-украинском конфликте..
12 ноября конференция ПКП утвердила отставку Жерониму де Соузы (при этом он сохранил за собой пост члена Центрального комитета партии и место в парламенте) и избрала новым Генеральным секретарём партии Паулу Раймунду.